# میلنا ترندافیلووا
میلنا ترندافیلووا (انگلیسی: Milena Trendafilova؛ زادهٔ ۳ مهٔ ۱۹۷۰) وزنه‌بردار اهل بلغارستان است.